# اندیس خاک صنعتی (بخش مرکزی نور آباد
خاک صنعتی (بخش مرکزی نور آباد یک اندیس غیرفلزی است که در حوالی شهر هرسین استان لرستان قرار دارد و مادهٔ معدنی موجود در آن، خاک صنعتی است.سنگ میزبان این اندیس مارن است و دیرینگی آن به دوران ائوسن می‌رسد. 